# Goodland (Floride)
Pour les articles homonymes, voir Goodland.
Goodland est une census-designated place située dans le comté de Collier, dans l’État de Floride, aux États-Unis. Elle est située à la pointe est de l'île de Marco Island.

## Démographie
| 2000 | 2010 | - | - | - | - |
| ---- | ---- | - | - | - | - |
| 320  | 267  | - | - | - | - |

Lors du recensement de 2010, elle comptait 267 habitants. 